# Wanluan
Wanluan (chinesisch 萬巒鄉, Pinyin Wànluán Xiāng) ist eine Landgemeinde im Landkreis Pingtung im Süden Taiwans. Das Gebiet ist von der Landwirtschaft am Rande des Taiwanischen Zentralgebirges geprägt und wird von Bewässerungskanälen durchzogen.

## Geografie
Die Gemeinde hatte nach dem Stand 2018 auf einer Fläche von 60,73 km² eine Bevölkerung von 20.918 Einwohnern.

## Gliederung
Die Landgemeinde umfasst 14 Dörfer: Chengde, Chishan, Jiahe, Jiazuo, Liuhuang, Luliao, Sigou, Wanhe, Wanchin, Wanluan, Wanquan, Wugou, Xincuo and Xinzhi.

Straßenansicht von Wanluan

## Sehenswürdigkeiten
Die Mariä-Empfängnis-Basilika im Ortsteil Wanchin ist die älteste Basilica minor in Taiwan. Im Ortsteil Wugou steht ein Hof der Familie Liu als beispielhafte Siedlung der Hakka.
Im Januar 2019 wurde mit dem Umbau einer verlassenen ehemaligen katholischen Kirche in Wanluan begonnen. Im ehemaligen Kirchengebäude, bzw. auf dem Gelände soll künftig ein Kulturzentrum für die Hakka-Kultur und ein Zentrum für die Förderung des Kakaoanbaus in Taiwan entstehen. Der Kakaoanbau, der in ganz Taiwan etwa 200 ha Fläche beansprucht, wird im Landkreis Pingtung schwerpunktmäßig von der Hakka-Bevölkerungsgruppe betrieben.

## Persönlichkeiten
- Lo Chih-ming (* 1957), Abgeordneter des Legislativ-Yuan (2002–2008)

## Partnerstädte
- Japan – Kamikoani, Präfektur Akita, Japan[5]